# لشکر ۴۸ زرهی (ایالات متحده آمریکا)
لشکر ۴۸ زرهی (انگلیسی: 48th Armored Division) لشکر زرهی نیروی زمینی ایالات متحده آمریکا است، که در سال ۱۹۴۶ تأسیس شد و در سال ۱۹۶۸ منحل گردید.
لشکر ۴۸ زرهی از سپتامبر ۱۹۴۶ تا ۱۹۶۸، لشکری از گارد ملی ارتش ایالات متحده بود. بیشتر واحدهای آن بخشی از گارد ملی ارتش فلوریدا و گارد ملی ارتش جورجیا بودند. از سال ۱۹۴۶ تا ۱۹۵۵، یک لشکر پیاده‌نظام بود.
در طول جنگ جهانی دوم، از عنوان لشکر ۴۸ پیاده‌نظام در طول طرح فریب نظامی عملیات کوئیک‌سیلور، پیش از پیاده شدن در نرماندی در سال ۱۹۴۴، استفاده شد. این لشکر به عنوان بخشی از سپاه ۳۳ که فقط وظیفه فریب را بر عهده داشت، گزارش شد و به آن برچسب لشکر "شبح" داده شد.